# Sabrosa
Sabrosa is een plaats en gemeente in het Portugese district Vila Real.
De gemeente heeft een totale oppervlakte van 157 km² en telde 7032 inwoners in 2001.
Het gelijknamige dorpje heeft 1200 inwoners. 

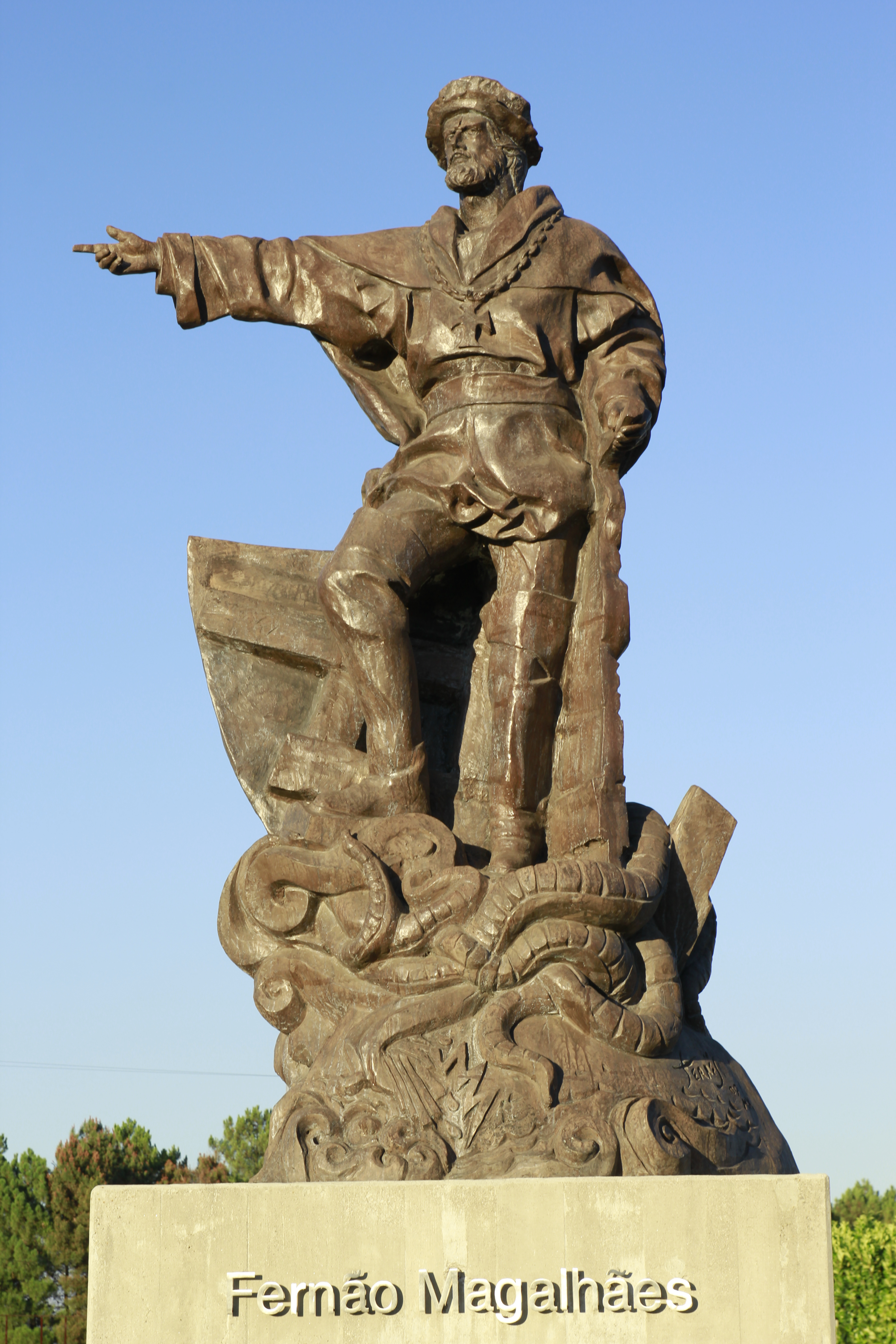
het standbeeld van Magellaan

Sabrosa staat bekend als mogelijke geboorteplaats van de ontdekkingsreiziger Ferdinand Magellaan, er is twijfel over de juistheid van deze bewering, de andere mogelijke geboorteplaatsen van Magellaan zijn: Porto, Vila Nova de Gaia en Ponte da Barca.